# Abraxas intensa
Abraxas intensa là một loài bướm đêm trong họ Geometridae.